# Notoncus gilberti
Notoncus gilberti é uma espécie de formiga do gênero Notoncus, pertencente à subfamília Formicinae.